# Cordia longiflora
Cordia longiflora là loài thực vật có hoa trong họ Mồ hôi. Loài này được Colla mô tả khoa học đầu tiên năm 1835.